# Pelargonium alchemilloides
Pelargonium alchemilloides är en näveväxtart. Pelargonium alchemilloides ingår i släktet pelargoner, och familjen näveväxter.

## Underarter
Arten delas in i följande underarter:
- P. a. alchemilloides
- P. a. multibracteatum